# Aegle rebeli
Aegle rebeli là một loài bướm đêm trong họ Noctuidae.